# Linia kolejowa Jerxheim – Nienhagen
Linia kolejowa Jerxheim – Nienhagen – dawna jednotorowa, lokalna i niezelektryfikowana linia kolejowa biegnąca przez teren krajów związkowych Saksonia-Anhalt i Dolna Saksonia, w Niemczech. Łączyła Jerxheim z miejscowością Nienhagen.